# Ulejno, Tỉnh West Pomeranian
Ulejno [uˈlɛi̯nɔ] (tiếng Đức: Krügerswunsch) là một khu định cư ở khu hành chính của Gmina Nowogródek Pomorski, thuộc hạt Myślibórz, West Pomeranian Voivodeship, ở phía tây bắc Ba Lan.
Trước năm 1945, khu vực này là một phần của Đức. Đối với lịch sử của khu vực, xem Lịch sử của Pomerania.